# Olga Hostáková
Olga Hostáková (* 11. April 1975 in der Tschechoslowakei) ist eine ehemalige tschechische Tennisspielerin.

## Leben

### Persönliches
Olga Hostáková ist mit Tomáš Pěnička verheiratet, der auf der ATP Tour Tennis spielte. Auch ihre Zwillingstöchter Annika und Kristina sind Tennisspielerinnen.
Ihr Bruder Martin Hosták spielte Eishockey.

### Karriere
Olga Hostáková begann im Alter von vier Jahren mit dem Tennis. Während ihrer Karriere gewann sie zwei Einzel und fünf Doppeltitel auf dem ITF Women’s Circuit.
Sie debütierte auf der WTA Tour beim Warsaw Cup by Heros 1995 in Warschau.

## Erfolge

### Einzel
| Nr. | Datum       | Turnier   | Kategorie   | Belag | Finalgegnerin  | Ergebnis |
| --- | ----------- | --------- | ----------- | ----- | -------------- | -------- |
| 1.  | August 1993 | Paderborn | ITF $10.000 | Sand  | Irina Swerewa  | 6:0, 6:0 |
| 2.  | Juli 1995   | Orbetello | ITF $10.000 | Sand  | Cristina Salvi | 6:4, 7:5 |

### Doppel
| Nr. | Datum          | Turnier   | Kategorie   | Belag             | Partnerin            | Finalgegnerinnen                       | Ergebnis      |
| --- | -------------- | --------- | ----------- | ----------------- | -------------------- | -------------------------------------- | ------------- |
| 1.  | August 1993    | Paderborn | ITF $10.000 | Sand              | Monika Kratochvílová | Jenny Anne Fetch Angie Marik           | 6:2, 6:1      |
| 2.  | September 1993 | Rabac     | ITF $10.000 | Sand              | Monika Kratochvílová | Petra Holubová Helena Vildová          | 6:4, 6:4      |
| 3.  | Dezember 1994  | Přerov    | ITF $10.000 | Hartplatz (Halle) | Eva Krejčová         | Anna Linkova Henrieta Nagyová          | 6:4, 6:4      |
| 4.  | März 1995      | Buchen    | ITF $10.000 | Teppich (Halle)   | Sabine Gerke         | Mariëlle Bruens Anique Snijders        | 6:1, 6:2      |
| 5.  | April 1997     | Galatina  | ITF $10.000 | Sand              | Zdeňka Málková       | Laura Fodorean Oana Elena Golimbioschi | 3:6, 6:2, 6:1 |